# Crockeriola stolarczyki
Crockeriola stolarczyki är en insektsart som beskrevs av Andrej Vasiljevitj Gorochov och Kostia 1999. Crockeriola stolarczyki ingår i släktet Crockeriola och familjen syrsor. Inga underarter finns listade i Catalogue of Life.